# Bloomington (Maryland)
Pour les articles homonymes, voir Bloomington.
Bloomington est une census-designated place du comté de Garrett dans le Maryland, aux États-Unis.